# Elatostema ramosissimum
Elatostema ramosissimum är en nässelväxtart som beskrevs av Franz Reinecke. Elatostema ramosissimum ingår i släktet Elatostema och familjen nässelväxter. Inga underarter finns listade i Catalogue of Life.